# Torta di riso (programma televisivo)

## Storia del programma
Torta di riso è stato un programma televisivo di genere clip show in onda dal 2009 al 2017 su AXN, canale di Sky, e dal 2017 al 2019 su Cine Sony, condotto da Enrique Balbontin e Andrea Ceccon.
Il programma proponeva essenzialmente video amatoriali di incidenti e situazioni di comicità involontaria, accompagnati dai commenti cinici e sarcastici fuori campo dei due conduttori, caratterizzati da alcuni tormentoni come Ma bravoooo! e .. e allora no! e da numerosi riferimenti a Genova ed alla Liguria, aree geografiche di cui Balbontin e Ceccon sono originari, come l'uso di un forte accento ligure, di termini e modi di dire in dialetto genovese e di frasi riferite allo stereotipo del ligure avaro. Lo stesso titolo del programma deriva dalla torta di riso salata, pietanza tipica della Liguria, citata da Balbontin e Ceccon in uno sketch comico che proponevano in altri programmi televisivi come Colorado, nel quale, interpretando due ristoratori liguri, proponevano agli sfortunati avventori solo due possibili ordinazioni: "Torta di riso, o prenderselo nel culo. Torta di riso finita!".
Ogni puntata della serie, divisa a metà da uno spazio pubblicitario, conteneva delle "rubriche" alle quali veniva assegnato un titolo che, spesso in modo ironico, rappresentava il filo conduttore o il messaggio che legava i video in esse contenuti. Una rubrica giornaliera, l'unica presente in ogni puntata, era intitolata L'imbecille del giorno e conteneva la clip che era, a giudizio degli autori, la più estrema o più esilarante tra quelle mostrate nella puntata. Tra le altre rubriche si possono citare Natura matrigna (video di animali), A volte è un attimo e A volte è meno di un attimo (imprevisti improvvisi), Le olimpirladi (video sportivi), Matrimostri e Il giorno più bello (incidenti nei matrimoni).
Il programma è stato prodotto da YAM112003, società del gruppo Endemol.

## Torta di spot
Torta di spot è stato un programma televisivo parallelo a Torta di riso, andato in onda sempre sul canale AXN con la conduzione di Balbontin e Ceccon; aveva la stessa impostazione di Torta di riso, ma non mostrava video comici amatoriali bensì spot pubblicitari divertenti o equivoci.